# Nikolai Alexejewitsch Gluschkow
Nikolai Alexejewitsch Gluschkow (russisch Николай Алексеевич Глушков; * 24. Dezember 1949 in Maikop; † vor dem 12. März 2018 in London) war ein russischer Manager. Er wurde am 12. März 2018 tot in seiner Londoner Wohnung aufgefunden. Das Londoner Untersuchungsgericht stufte den Fall als Mordfall ein.

## Leben
Nikolai Gluschkow arbeitete zunächst für den größten russischen Autohersteller AwtoWAS. Dann wurde er stellvertretender Direktor der Fluggesellschaft Aeroflot. 2004 wurde er wegen Geldwäsche und Betrugs von einem russischen Gericht zu mehr als drei Jahren Haft verurteilt. Im Jahr 2010 gelangte Gluschkow schließlich nach Großbritannien und erhielt dort politisches Asyl.
Ende Januar 2017 wurde gegen Gluschkow in Abwesenheit ein erneutes Verfahren vor einem russischen Gericht im Moskauer Bezirk Sawjolowski aufgenommen. Ihm wurde konkret vorgeworfen Ende der 1990er zusammen mit Boris Abramowitsch Beresowski den damaligen Aeroflot-Generaldirektor Jewgeni Schaposchnikow zu einer Umstrukturierung der Fluggesellschaft überredet zu haben, in deren Rahmen etwa umgerechnet 122,5 Millionen US$ unterschlagen worden seien. Am 3. März 2017 wurde er in Abwesenheit zu einer Haftstrafe von 8 Jahren und einer Geldstrafe von 1 Million Rubel (ca. 17.100 US$) verurteilt. Da Großbritannien die Auslieferung verweigerte, brachten die russischen Strafverfolger den Fall vor ein britisches Gericht.
Gluschkow soll die russische Opposition intensiv unterstützt haben. Er war ein Bekannter von Alexander Litwinenko und war mit Boris Beresowski befreundet. Beresowski war ein russischer Oligarch und Kritiker des Präsidenten Wladimir Putin. 2011 verklagte Beresowski den russischen Oligarchen Roman Abramowitsch auf 5 Mrd. US-Dollar und Gluschkow sagte im Prozess gegen Abramowitsch aus. Beresowski wurde 2013 bei London erhängt in seinem Haus gefunden. Ob es sich um einen Suizid oder Mord gehandelt hatte, konnte nicht eindeutig geklärt werden. Im Mai 2013 beschuldigte Gluschkow den Kreml, die Ermordung Beresowskis in Auftrag gegeben zu haben. Sechs Monate später traf er sich am Flughafen Amsterdam Schiphol mit zwei Männern aus Moskau. Er war um seine Sicherheit besorgt und hatte den Treffpunkt sorgfältig wegen der Videoüberwachung am Flughafen ausgesucht. Später begegnete er den beiden Russen erneut bei einer Reise nach Bristol. Er trank mit den Männern Champagner, den sie gekauft hatten. Gluschkow kollabierte und wurde am nächsten Tag mit Vergiftungssymptomen ins Krankenhaus gebracht. Gluschkow und britische Ermittler sahen den Fall als Mordversuch.
Wenige Tage vor Gluschkows Tod wurden der russische Ex-Agent Sergei Skripal und seine Tochter in Salisbury vergiftet. Die britische Innenministerin Amber Rudd kündigte nach dem Fall Skripal an, Beresowskis und 13 weitere Todesfälle mit einer möglichen Verbindung nach Russland noch einmal untersuchen lassen zu wollen. Buzzfeed hatte 2017 behauptet, über Beweise dafür zu verfügen, dass 14 Mordfälle, die von britischen Behörden als unverdächtig eingestuft wurden, tatsächlich vom russischen Staat oder der russischen Mafia verübt worden seien.

## Ermordung
Nikolai Gluschkow wurde am 12. März 2018 von seiner Tochter tot in seiner Londoner Wohnung aufgefunden. Am selben Tag hätte er einen Gerichtstermin beim Londoner Commercial Court wegen des Aeroflot-Korruptionsverfahrens gehabt. Die Ermittlungen wurden von der Anti-Terror-Einheit der britischen Polizei übernommen. Die Obduktion ergab, dass die Leiche am Hals Strangulationsspuren aufwies und Gluschkow durch „Druckausübung auf das Genick“ starb. Die Anti-Terror-Einheit veröffentlichte Aufnahmen der Videoüberwachungsanlage eines schwarzen VW-Kleintransporters, der in der Nacht vom 11. auf den 12. März 2018 zum vermuteten Zeitpunkt von Gluschkows Tod mehrfach am Haus vorbeifuhr. Die Wohnung wies keine Spuren eines gewaltsamen Eindringens auf und auch Gluschkows Hund hatte scheinbar nicht angeschlagen. Auch zeigte Gluschkows Leiche keine Abwehrverletzungen. In einem sich über etwa drei Jahre hinziehenden Untersuchungsverfahren, in dessen Rahmen die Londoner Polizei mehr als 1800 Zeugen kontaktierte, 420 Aussagen aufnahm, 2200 Stunden Videoüberwachungsaufnahmen und 1200 einzelne Beweisstücke sichtete, konnte kein konkreter Tatverdächtiger ausgemacht werden. Am 9. März 2021 urteilte das West-Londoner Untersuchungsgericht (Coroner’s Court), dass Gluschkow von unbekannter Hand ermordet worden war.
Nach dem Mord an Gluschkow kontaktierte die britische Polizei mehrere russische Exilanten und riet ihnen zur Vorsicht.